# أبرشية سانت كاترين
سانت كاترين أبرشية (بالإنجليزية: Saint Catherine Parish)‏ سانت كاترين (العاصمة الأسبانية «تاون») هي أبرشية في جنوب شرق جامايكا. وهي تقع في «مقاطعة ميدلسكس»، وهي واحدة من أكبر الأبرشيات القيمة في الجزيرة بسبب مواردها العديدة. وتشمل العاصمة الأولى لجامايكا، المدينة الإسبانية، والمعروفة أصلا باسم «سان جاغو دي لا فيغا» أو «سانتياغو دي لا فيغا».

## أعلام
- ناتاشا موريسون
- جيرمين غونزاليس
- ميشيل فريمان
- دونوفان رودوك
- جي-فون واتسون

## وصلات خارجية
- موقع توضيحي